# Chiesa di San Giovanni Battista de La Salle
La chiesa di San Giovanni Battista de La Salle è una chiesa di Roma, nella zona Torrino, in via dell'Orsa Minore.
È una delle nuove chiese di Roma: i lavori di costruzione, iniziati nel 2007 su progetto degli architetti Giuseppe Spina e Alfonso Spina, si sono conclusi nel 2009; è stata consacrata dal cardinale vicario Agostino Vallini il 12 dicembre 2009. La chiesa ospita un grande dipinto di Mario Caffaro Rore che raffigura San Giovanni con i bambini donato dai fratelli delle scuole cristiane di Torino.
La chiesa è sede della parrocchia omonima, istituita dal cardinale Camillo Ruini il 1º ottobre 2000. Inoltre è sede del titolo cardinalizio di San Giovanni Battista de La Salle istituito da papa Francesco il 30 settembre 2023.
Il 4 marzo 2012 ha ricevuto la visita pastorale di papa Benedetto XVI.
Oltre al patrono Battista de La Salle, il tempio custodisce le reliquie di altri tre santi: Giovanni Maria Vianney, Giovanna Francesca De Chantal e papa Giovanni XXIII. Inoltre, è uno dei pochi luoghi di culto del Lazio, nei quali avviene l'Adorazione Eucaristica perpetua.